# Rathaus (Koblenz)

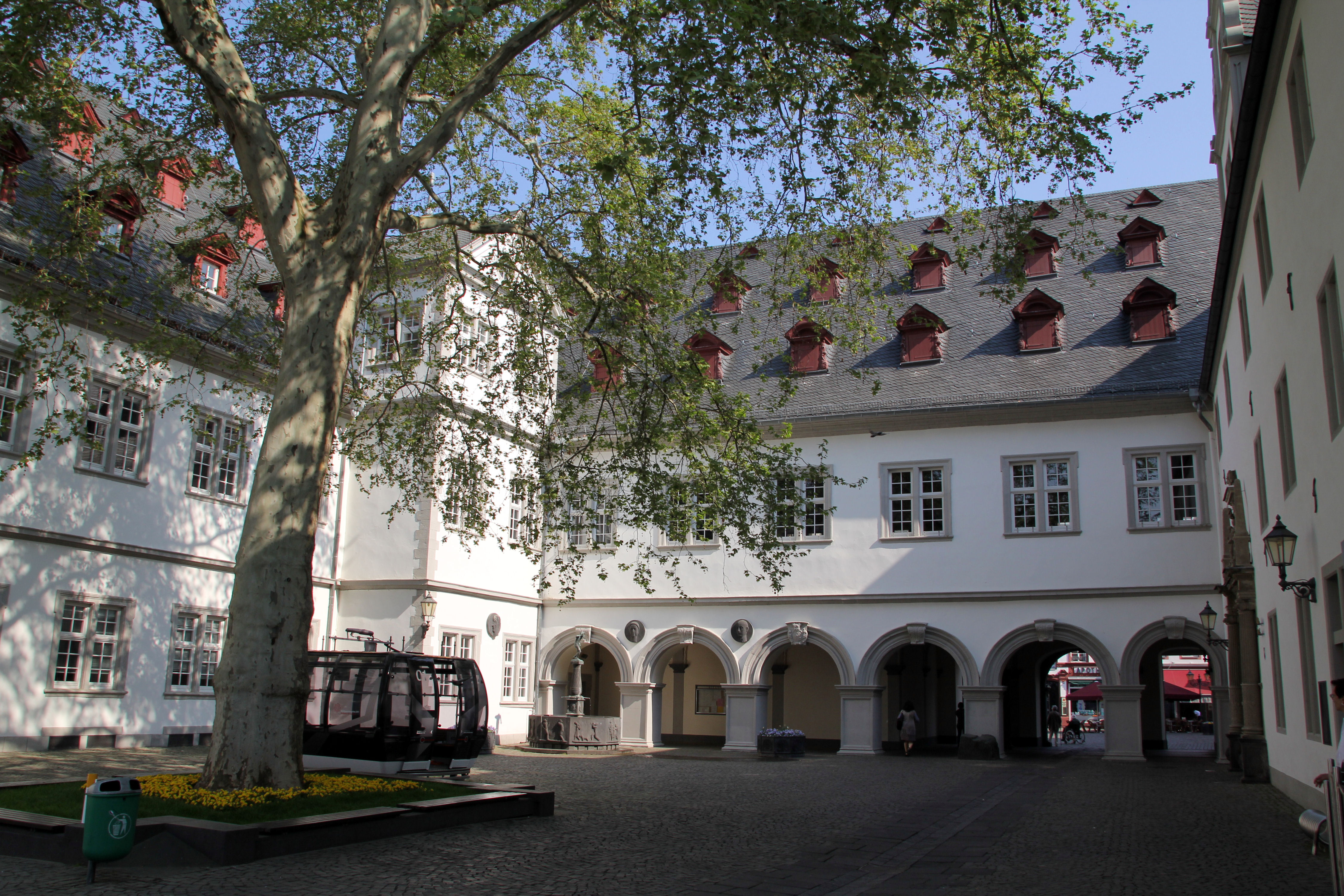
Rathaushof mit Schängelbrunnen

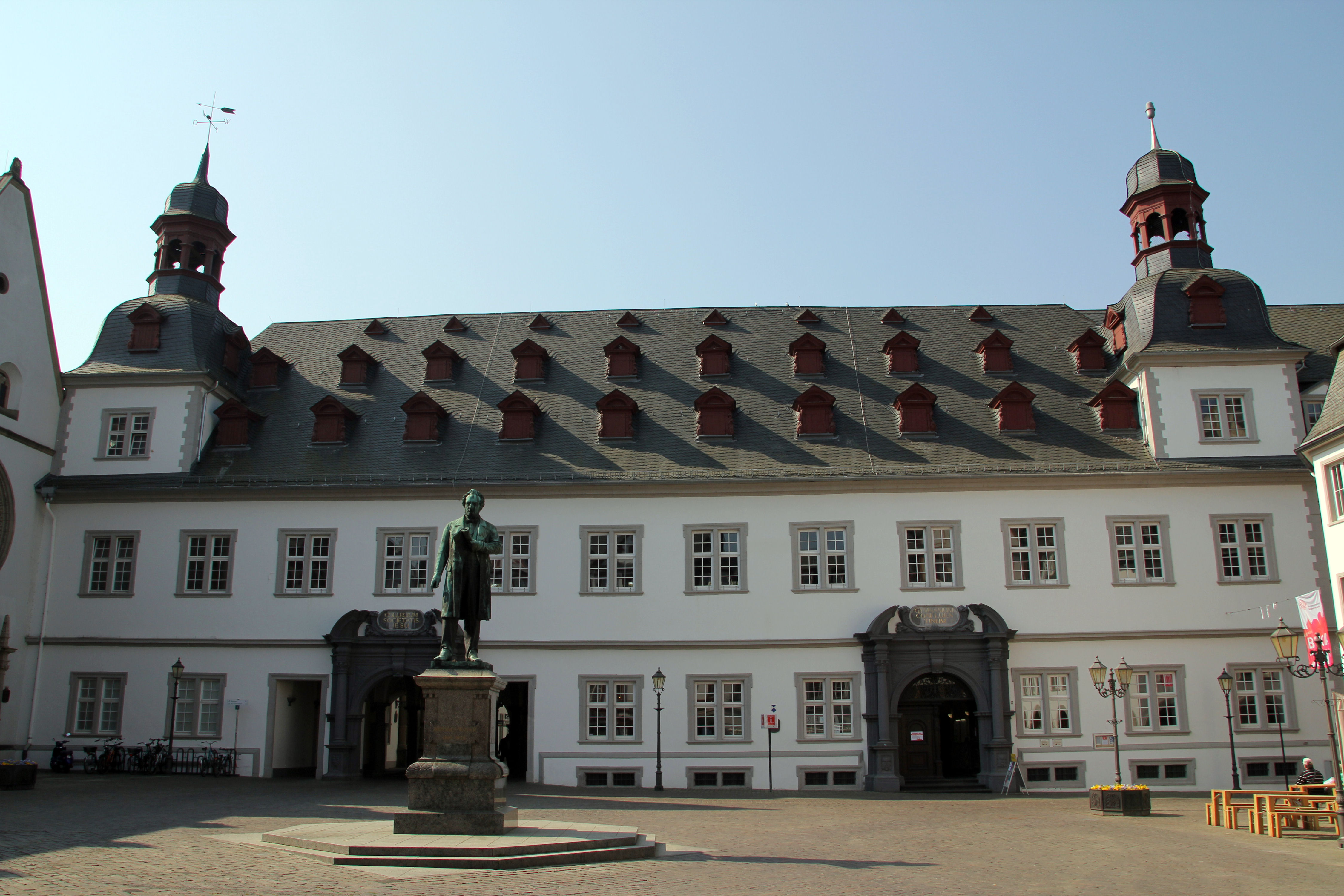
Rathaus – Blick vom Jesuitenplatz

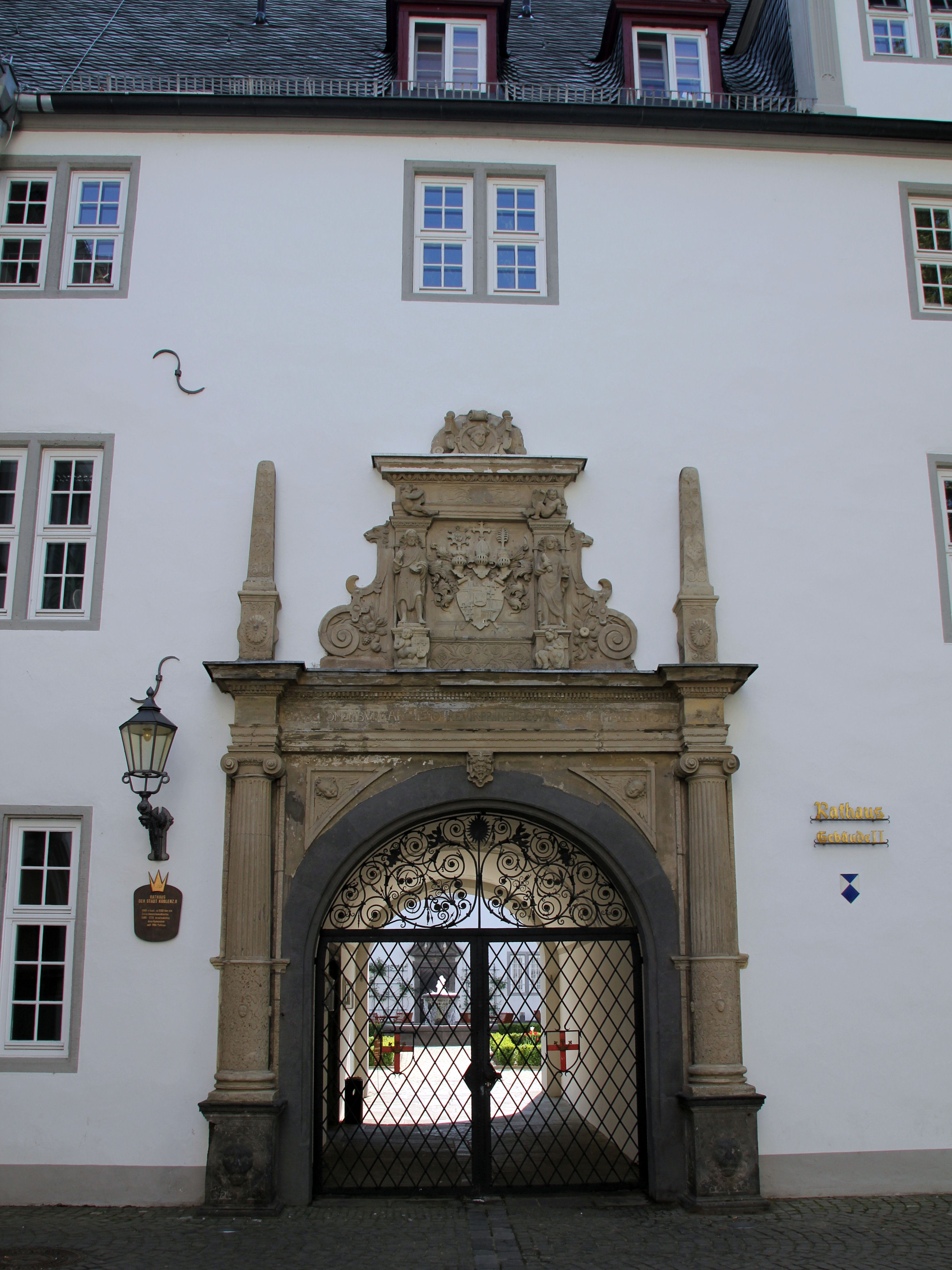
Portal im Rathaushof, das prächtig umrahmte Portal zeigt das Wappen des Kurfürsten Johann von Schönenberg

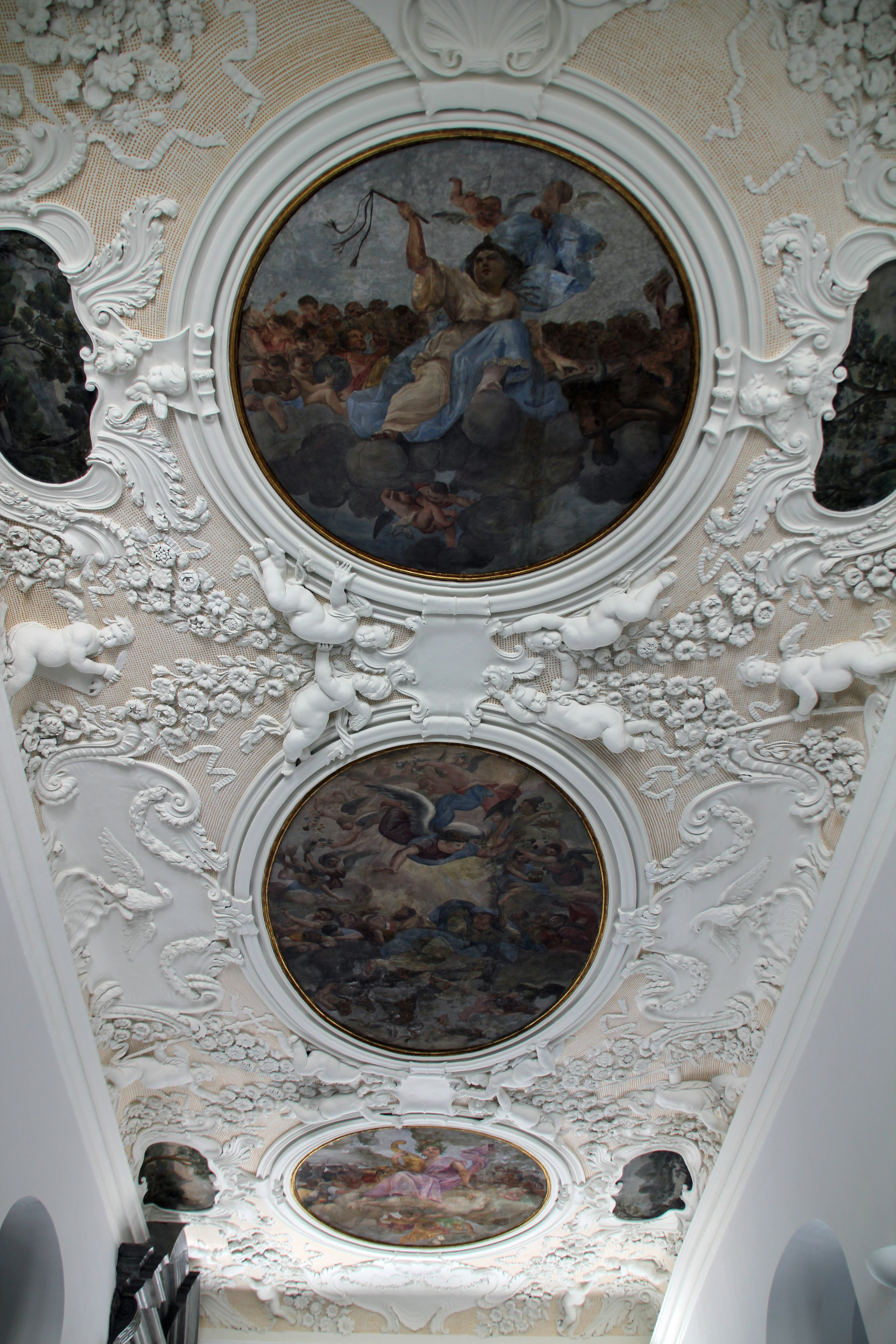
Stuckdecke mit drei großen Freskogemälden im Treppenhaus

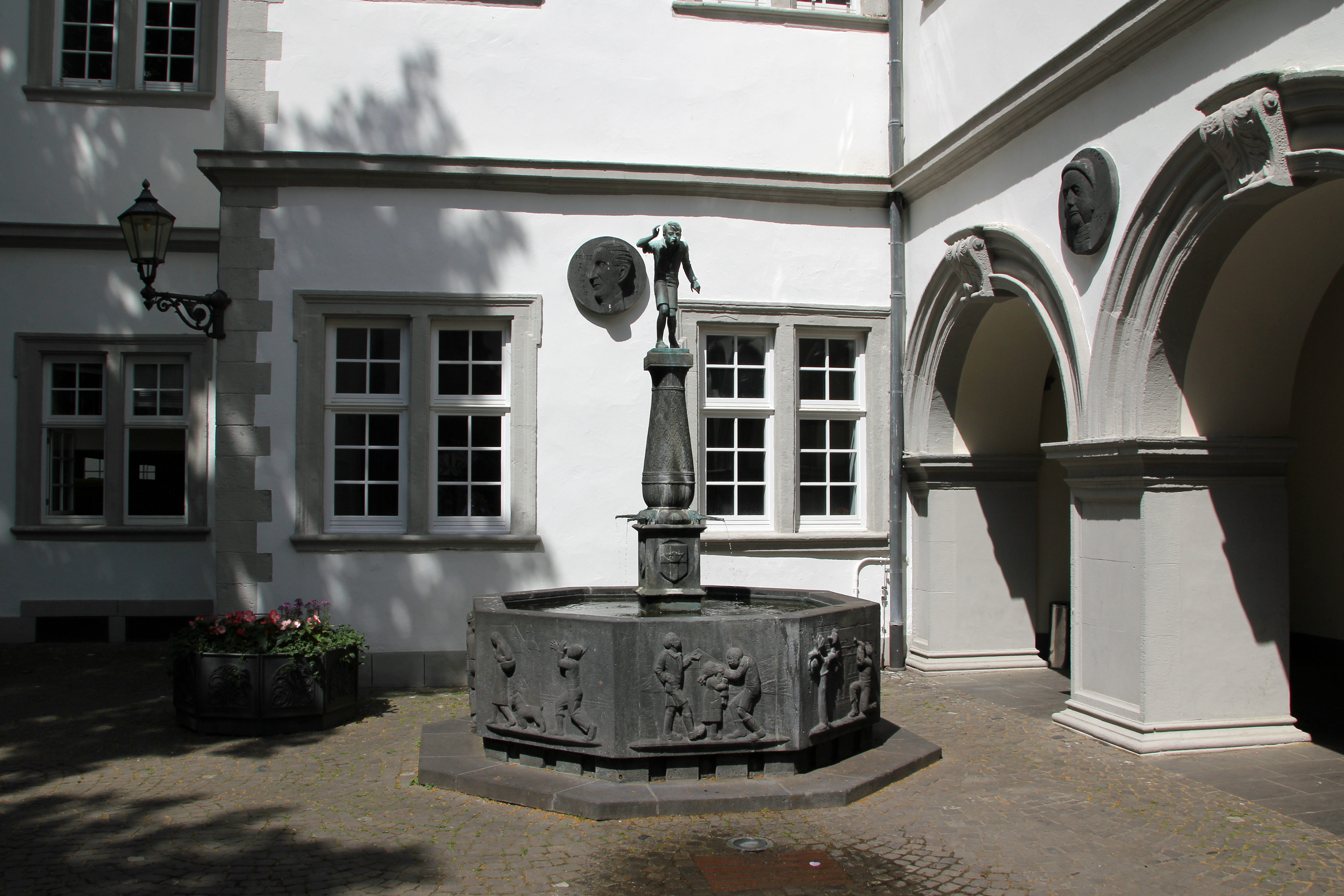
Der Schängelbrunnen im Hof des Rathauses

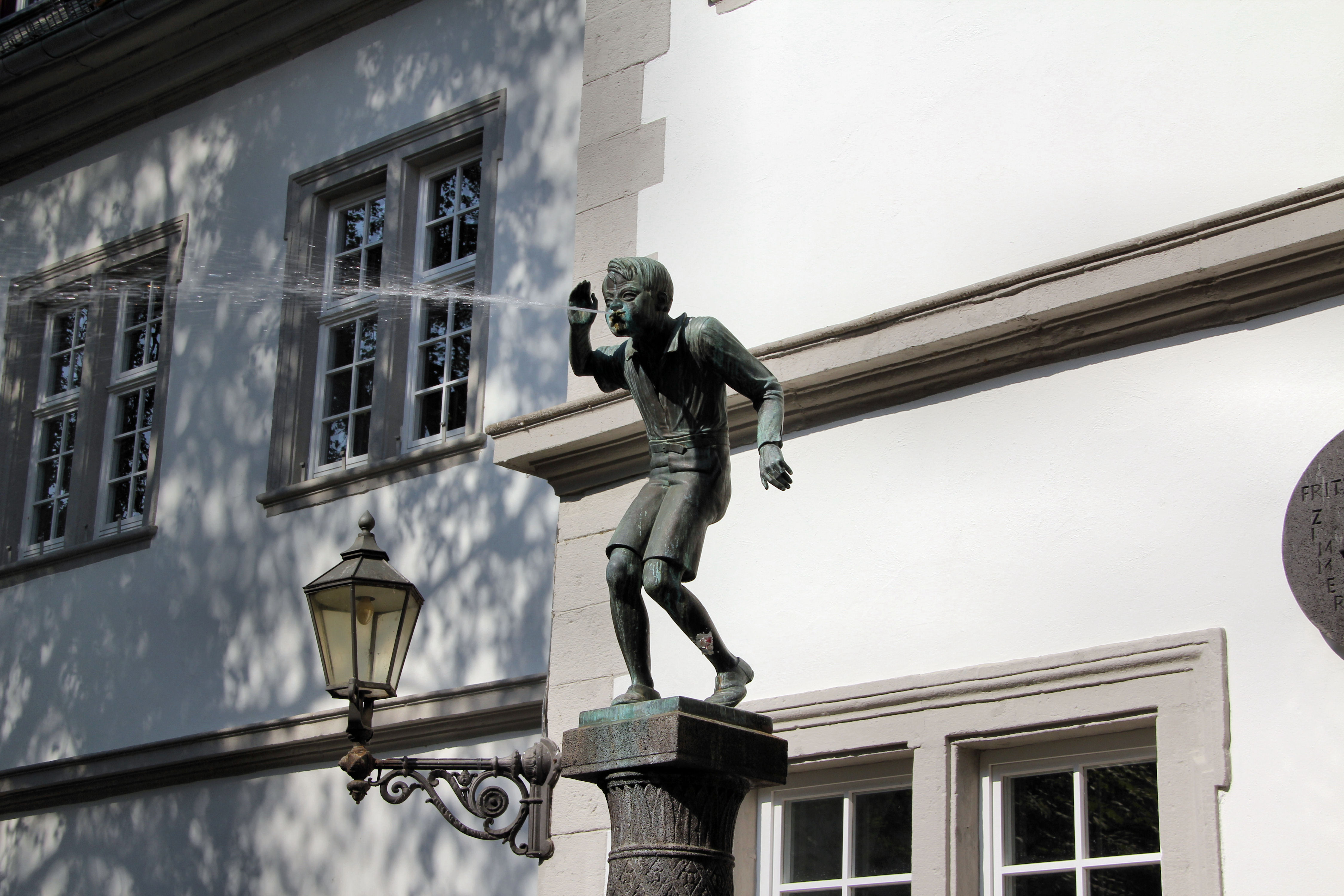
Der speiende Schängel

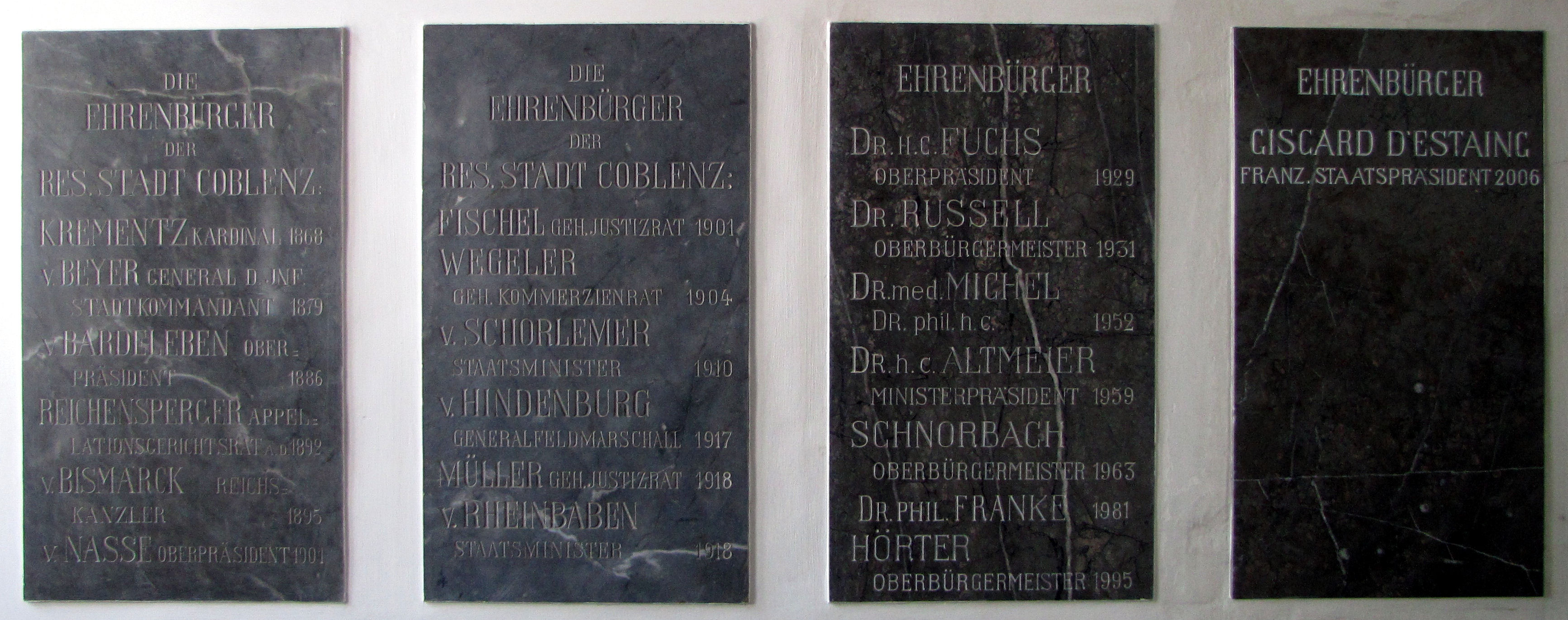
Tafeln der Ehrenbürger von Koblenz im Rathaus

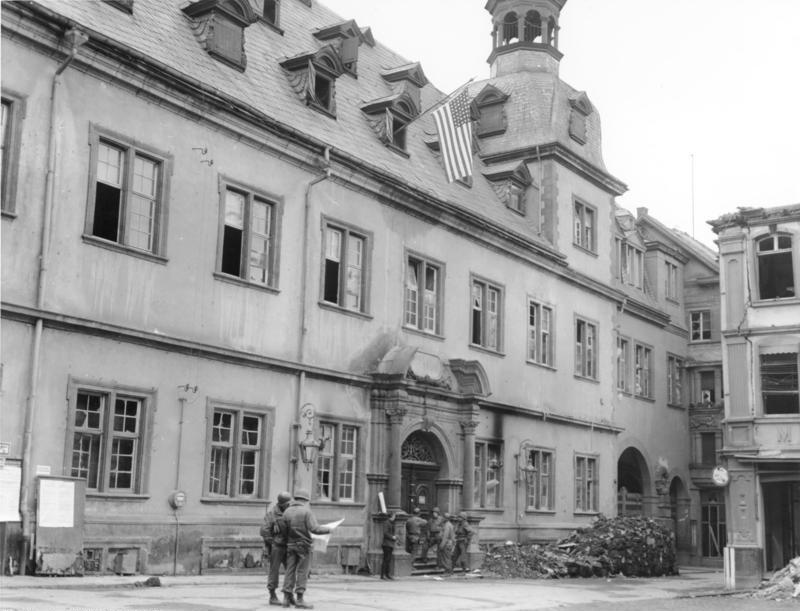
Amerikanische Soldaten auf dem Jesuitenplatz vor dem Rathaus, 18. März 1945

Das Rathaus der Stadt Koblenz befindet sich heute im ehemaligen Jesuitenkolleg in der Altstadt. Das Rathaus besteht aus drei eng miteinander verbundenen Gebäudekomplexen aus Spätrenaissance, Frühbarock und Neuzeit. Der gesamte Komplex aus Gymnasium, Kolleg und Erweiterungsbauten gruppiert sich um vier Innenhöfe. Im großen Innenhof befindet sich seit 1941 der Schängelbrunnen.

## Geschichte
Das Rathaus ist Teil des Baukomplexes des ehemaligen Jesuitenkollegs und -gymnasiums, an den im 20. Jahrhundert ein Erweiterungsbau angebaut wurde. Die einzelnen Gebäude entstanden:
- Südflügel 1588/89
- Westflügel 1591/92
- Ostflügel 1670
- Schulbau 1694–1701
- Erweiterungsbauten 1912–15.

### Unterbringung des Rathauses bis 1895
Für das Rathaus sind fünf Vorgängerbauten nachgewiesen. Das erste Rathaus der Stadt Koblenz ist für 1182 belegt, es befand sich im Bereich des Altenhofs. Vermutlich in der ersten Hälfte des 14. Jahrhunderts erwarb die Stadt das Haus Monreal in der Braugasse, in dem dann für die folgenden 300 Jahre das Rathaus der Stadt war. Das Haus wurde nach 1675 an eine Brauerei veräußert und schließlich 1889 abgerissen. Der Stadtrat zog 1674 in das Alte Kaufhaus am Florinsmarkt um, wo er bis in die französische Zeit (1794–1814) verblieb. Nach einem kurzen Zwischenspiel 1804, als die Verwaltung sich im damaligen Haus Rheinstraße 6 befand, wurde das Rathaus 1805 in das noch heute erhaltene Haus Am Plan Nr. 9, die ehemalige Koblenzer Stadtkommandantur, verlegt, wo es bis 1895 blieb.

### Das Jesuitenkolleg bis 1895
Im 13. Jahrhundert existierte bereits in diesem Bereich der Stadt ein Zisterzienserinnenkloster. Der Trierer Erzbischof Jakob von Eltz ordnete 1580 die Umsiedlung der Nonnen auf die Insel Niederwerth an, um die Klosterbauten den Jesuiten zu übergeben. Mit dieser Ansiedlung strebte er an die Gegenreformation bzw. die Reformen des Trienter Konzils in seinem Erzbistum zu forcieren. Die Jesuiten übernahmen zunächst die Zisterzienserinnenbauten, um sie als Klosterschule zu nutzen. Das erste Schulgebäude von 1581 wurde im Pfälzischen Erbfolgekrieg zerstört, der Neubau eines Gymnasiums an gleicher Stelle erfolgte von 1694 bis 1701.
Mit der Annexion der bereits nach dem Ersten Koalitionskrieg 1794 eroberten Territorien gelangte Koblenz als Hauptstadt des Département de Rhin-et-Moselle zur Französischen Republik. In dieser Zeit diente das Kolleg als Lazarett. Nach 1802 wurden im neuen Département alle Klöster und Stifte säkularisiert, wovon auch das Jesuitenkloster und -kolleg betroffen war. In dieser Zeit diente die Aula des Kollegs der Koblenzer Bevölkerung als Festsaal, 1812 wurde sie an einen Musikverein vermietet. 1813 wurde das Kolleg wiederum als Lazarett genutzt, welches auch die neuen preußischen Herrscher zunächst beibehielten.
Nach Übernahme der Rheinlande durch Preußen suchte man im Stadtgebiet nach Möglichkeiten zur Unterbringung von Soldaten, so dass 1816 die Forderung nach Umwandlung in ein Kasernement laut wurde. Dem Einspruch des damaligen Oberpräsidenten der Rheinprovinz von Ingersleben ist zu verdanken, dass sich die Militärs nicht durchsetzen konnten und stattdessen das ehemalige Jesuitenkolleg zur Kaserne ausgebaut wurde. Anstelle einer militärischen Nutzung wurde das Kolleg dem Königlichen Gymnasium (heute Görres-Gymnasium) überwiesen, welches hier Unterrichtsräume und Lehrerwohnungen unterhielt. 1862/63 wurde die Aula des Gymnasiums gründlich saniert, wobei die alten Stuckdecken des Raums beseitigt wurden.

### Übernahme durch die Stadt Koblenz und Ausbau
Die Stadt Koblenz erwarb den Baukomplex am 7. September 1891 für 300.000 Mark. Nachdem das Königliche Gymnasium in den 1892/94 errichteten Neubau umgezogen war, erfolgte in den Jahren 1894 bis 1895  ein Umbau des Kollegs zum „Neuen Stadthaus“ um Platz zur Unterbringung der vergrößerten Stadtverwaltung zu schaffen. Damit erhielt das Koblenzer Rathaus seinen fünften und letzten Standort. Dies wurde nötig, da durch die Aufgabe der Stadtbefestigung Koblenz am 13. März 1890 auf Erlass der preußischen Regierung neue Stadtteile auf Basis der Planungen des Kölner Stadtbaumeisters Josef Stübben entstanden und somit eine verstärkte Bauverwaltung erforderten. Die letzten Erweiterungen am historischen Rathauskomplex fanden von 1912 bis 1915 statt. Nach Plänen des Stadtbaumeisters Friedrich Neumann entstand in dieser Zeit ein dreistöckiger Erweiterungsbau, der sich um zwei Innenhöfe gruppiert. Die schlicht ausgeführten Bauwerke nehmen auf die vorhandene Bausubstanz Rücksicht und passen sich dieser mit einer sehr zurückhaltenden Architektur an. Der Rathaussaal wird seit 1913 außer für die Ratssitzungen auch für Empfänge, Symposien, Vorträge oder Konzertveranstaltungen genutzt. Ein verheerender Brand zerstörte 1915 den Dachstuhl des einstigen Schulgebäudes. 1931 erwarb die Stadt die ehemaligen Klostergebäude (heute Rathaus II).

### Vom Zweiten Weltkrieg bis heute
Der Gebäudekomplex blieb bei den Luftangriffen auf Koblenz als einer der wenigen in der Altstadt unzerstört, lediglich die Jesuitenkirche wurde fast vollständig zerstört. Am 19. März 1945 eroberten amerikanische Truppen mit der Zerschlagung der 7. Armee die Stadt und hissten das Sternenbanner auf dem Rathaus.
Im historischen Rathaussaal fand am 4. Juni 1947 die konstituierende Sitzung des ersten rheinland-pfälzischen Landtags und die Wahl des ersten Ministerpräsidenten statt. Bis August 1948 nutzte der Landtag den Saal für alle weiteren Sitzungen. Dem Koblenzer Stadttheater diente der Saal nach dem Krieg, bis zur Wiedereröffnung des Theaters am 1. Juni 1946, als vorübergehende Spielstätte.
Obwohl im Krieg von Zerstörungen verschont, mussten die Gebäude des Rathauses II in den 1960er Jahren wegen akuter Baufälligkeit der jahrhundertealten Decken geschlossen werden. Abriss- und Neubaupläne wurden nicht umgesetzt, stattdessen entschloss sich die Stadt zur umfassenden Entkernung und Sanierung der Altsubstanz, so dass der gesamte Komplex 1981–86 umfassend erneuert wurde. Dies beinhaltete eine fast völlige Entkernung und den Einbau neuer Decken und Wände. An historischen Gebäudeteilen konnten die Gewölbe im Erdgeschoss des Ostflügels sowie die Stuckdecke der ehemaligen Jesuitenbibliothek im Südflügel gerettet werden. Dagegen konnte die Stuckdecke in der heutigen Eingangshalle, ehemals Aula domestica, nur bedingt übernommen werden. Da hier ein neuer Treppenaufgang eingebaut wurde, verwendete man die Ornamente des entfernten Deckenteils zur Restaurierung des verbliebenen. Die mittlere Säule wurde wegen der geänderten Raumproportionen versetzt. Aufgrund seiner Schadhaftigkeit wurde zusätzlich fast der gesamte Putz an den Gebäuden sowie das Dach des Westflügels vollständig erneuert. Die gesamte Erneuerung kostete rund sieben Millionen DM.

## Bau
Das ehemalige Jesuitenkolleg ist ein zweigeschossiger, zwölfachsiger, streng symmetrisch gegliederter Renaissancebau des 17. Jahrhunderts. Der Putzbau ist mit turmartigen Eckaufsätzen mit laternenbekrönten Schweifhauben von Johann Georg Judas aus den Jahren 1694 bis 1701 geschmückt. Das Gebäude wird dem Kurtrierischen Hofbaumeister Johann Christoph Sebastiani zugeschrieben. Der Portalschmuck stammt von Lorenz Staudacher. Das der Jesuitenkirche zugewandte Portal führt zu einer dreischiffigen Durchfahrt mit Kreuzgewölben auf Säulen. Die ehemalige Aula des Gymnasiums war ursprünglich erheblich größer und reich mit Stuckornamenten verziert, vermutlich ähnlich der noch heute erhaltenen Treppenhausdecke. Sie besaß zwei Bühnen für die von Schülern des Gymnasiums aufgeführte Theaterstücke. Nach der Aufteilung im 19. Jahrhundert beherbergt die ehemalige Aula heute den Anfang des 20. Jahrhunderts entstandenen historischen Rathaussaal der Stadt Koblenz. Erhalten ist dagegen die reich verzierte Stuckdecke des Carlo Maria Pozzi mit Fresken des Meisters Lucaes (eventuell Luca Antonio Colomba) im Treppenaufgang zur Aula. Die drei großen Deckenmalereien entsprechen dem pädagogischen und religiösen Programm des Jesuitenordens: Sie zeigen die „Bestrafung der Faulen“, den „Triumph des wahren Glaubens“ und den „Lohn des Fleißes“. Die vier kleineren Felder zeigen Landschaften mit denen vielleicht die vier Jahreszeiten gemeint sind. Vor dem Eingang in den Rathaussaal befinden sich heute die Tafeln mit den Koblenzer Ehrenbürgern.
Die erhaltenen älteren Stuckdecken im West- und Südflügel sind schlichter gestaltet. Sie zeigen aus Leisten gebildete geometrische Formen, die nur noch teilweise erhaltene Decke der heutigen Eingangshalle ist eine sog. Kölner Decke. In der Eingangshalle befindet sich außerdem die aus der Koblenzer Dominikanerkirche stammende Grabplatte des Heinrich von Rübenach. Auf der Rückseite des Aulaflügels liegt ein würfelförmiger Granitquader, bei dem es sich sehr wahrscheinlich um einen römischen Kelterstein handelt.

## Aufteilung und Ämter
Der Gebäudekomplex des Rathauses ist in Rathaus I (Schulgebäude und Erweiterungsbauten) und Rathaus II (Ost-, Süd- und Westflügel) unterteilt. Untergebracht sind hier u. a. die Amtsräume des Oberbürgermeisters, das Standesamt und der historische Rathaussaal. Im Westflügel findet sich zudem eine Filiale der Sparkasse. Da nicht alle Ämter in den historischen Gebäuden Platz finden, ist ein Teil in unmittelbarer Nähe im Verwaltungshochhaus am Schängelcenter (ehemals GEWA, Rathauspassage 2) untergebracht. Zusätzlich hat die Stadt im Gebäude neben dem Standesamt (ehemals Görresbuchhandlung) ein Bürgeramt eingerichtet.

## Denkmalschutz
Das Rathaus von Koblenz ist ein geschütztes Kulturdenkmal nach dem Denkmalschutzgesetz (DSchG) und in der Denkmalliste des Landes Rheinland-Pfalz eingetragen. Es liegt am Willi-Hörter-Platz.
Seit 2002 ist das Rathaus von Koblenz Teil des UNESCO-Welterbes Oberes Mittelrheintal. Des Weiteren ist es ein geschütztes Kulturgut nach der Haager Konvention und mit dem blau-weißen Schutzzeichen gekennzeichnet.